# Beleg van Kiev (968)

Het Beleg van Kiev vond plaats in 968 en wordt vermeld in de Nestorkroniek. De hoofdstad van het Kievse Rijk, Kiev werd belegerd door de Petsjenegen.

## Achtergrond
Sinds de dood in 966 van Irene Lekapene, de vrouw van tsaar Peter I van Bulgarije, stopte de Byzantijnse keizer Nikephoros II Phokas met het betalen van de jaarlijkse schatting, aanleiding om de Byzantijns-Bulgaarse oorlogen te heropstarten. Aangezien Nikephoros volop verwikkeld was met de Byzantijns-Arabische oorlogen vroeg hij aan Svjatoslav I van Kiev om de klus te klaren. Met enthousiasme viel Svjatoslav Bulgarije aan en doorkruiste daarbij Petsjeneegs grondgebied.

## Beleg
Weg van huis was enkel de moeder van Svjatoslav, Olga zonder leger in de hoofdstad. Haar troepen bevonden zich aan de andere kant van de rivier de Dnjepr toen de stad door de Petsjenegen werd omsingeld en uitgehongerd. Toen de generaal van het Kievse leger met luid getoeter de rivier overstak dacht de commandant van de Petsjenegen, dat Svjatoslav was teruggekeerd. Beide heren gingen onderhandelen en het beleg werd opgegeven.

## Vervolg
Bij zijn terugkeer viel Svjatoslav de Petsjenegen aan en verplaatste de hoofdstad van zijn rijk naar Perejaslavets, meer zuidelijker en sloeg daarbij een wig in het rijk der Petsjenegen. Zijn moeder Olga stierf een jaar later.